# 2 Morski Dywizjon Artylerii Przeciwlotniczej

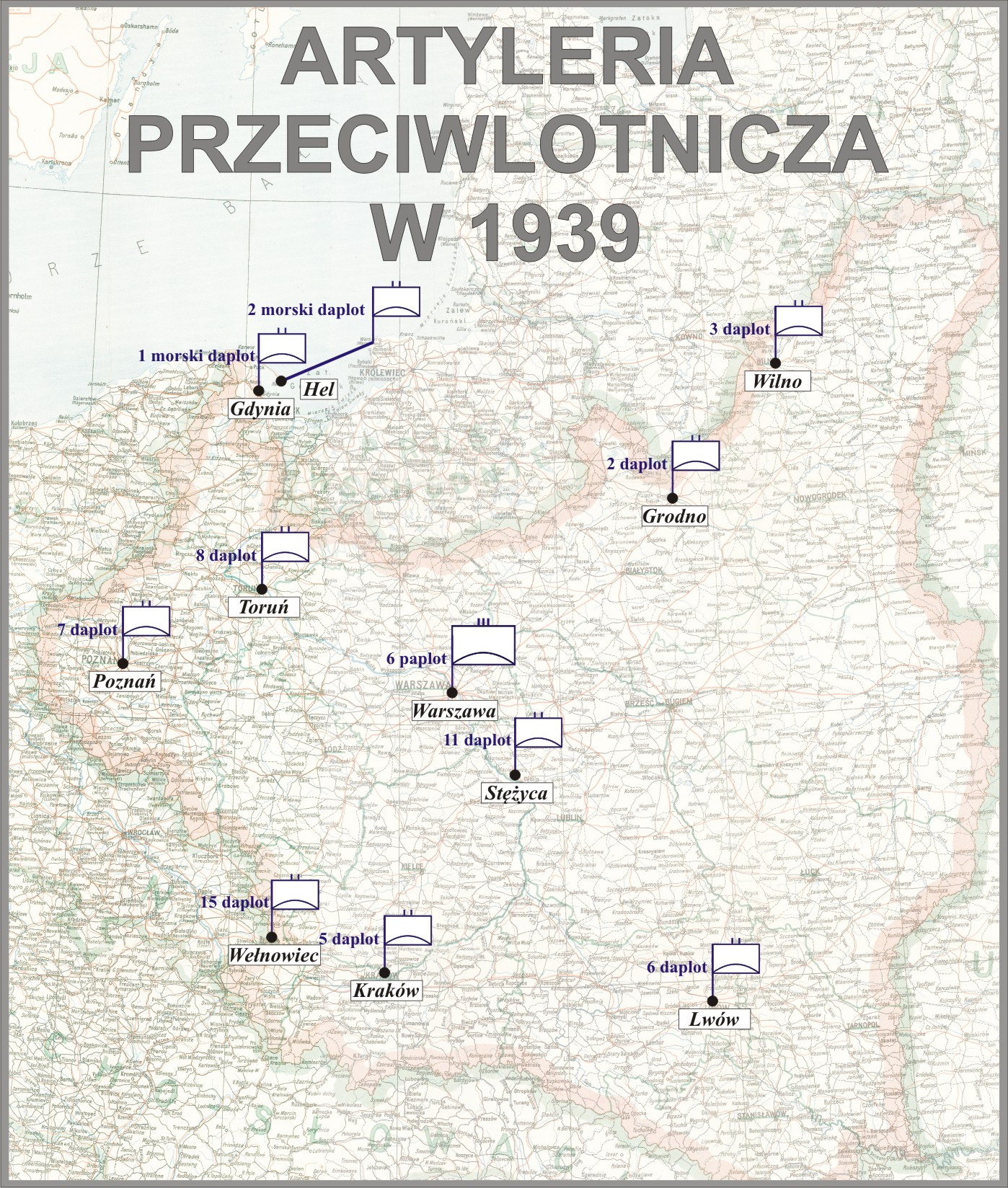
Artyleria przeciwlotnicza WP przed wybuchem II wś

2 morski dywizjon artylerii przeciwlotniczej (2 morski daplot.) – pododdział artylerii przeciwlotniczej Wojska Polskiego w II Rzeczypospolitej.

## Sformowanie i historia dywizjonu
Po sformowaniu dywizjonu artylerii przeciwlotniczej w Gdyni na Hel w listopadzie 1931 roku oddelegowano 2 oficerów, 3 podoficerów zawodowych i 30 kanonierów pod dowództwem por. Jana Busiakiewicza. Zadaniem oddziału wartowniczego było pełnienie służby przy budowanych obiektach dla artylerii przeciwlotniczej oraz szkolenie żołnierzy na stanowiskach 21 baterii przeciwlotniczej. W marcu 1934 roku oddział wartowniczy odbył strzelania z armat przeciwlotniczych. Oddział zakwaterowano w wykupionym od Związku Nauczycielstwa domu wypoczynkowym „Jantarowa Hecza”. Rozpoczęto też budowę koszar dla poszczególnych baterii w pobliżu budowanych stanowisk ogniowych. 15 marca 1935 r. oddział wartowniczy przeformowano w baterię kadrową 2 morskiego dywizjonu artylerii przeciwlotniczej, dowódcą jej został por. Józef Grabski. W lipcu 1935 r. przy wsparciu żołnierzy dywizjonu z Gdyni, bateria odbyła „szkołę ognia” 25 października 1935 r. ukazało się zarządzenie Ministra Spraw Wojskowych w sprawie zorganizowania 2 morskiego dywizjonu artylerii przeciwlotniczej w Helu. Z dniem 19 listopada 1935 r. szef Kierownictwa Marynarki Wojennej wydał zarządzenie o szczegółowym etacie dywizjonu okresu pokojowego. Dywizjon składał się z: dowództwa dywizjonu i plutonu gospodarczego, plutonu łączności, 3 baterii armat plot. kal. 75 mm Schneider wz. 1922/24 x 2 działony, drużyny km, drużyny pomiarowej, drużyny łączności i drużyny gospodarczej. Zakończenie organizacji dywizjonu zaplanowano na 1 kwietnia 1936 r. dodatkowo sformowano pluton nasłuchowy i pluton km. Z obsługami prowadzono szkolenie i maskowano budowane obiekty dywizjonu. Od marca 1939 roku w dywizjonie wprowadzono dyżury bojowe odbywane sukcesywnie bateriami. Z uwagi na naruszanie przestrzeni powietrznej nad terytorium wybrzeża przez samoloty niemieckie, były one kilkakrotnie ostrzeliwane amunicją sygnalizacyjną. 1 czerwca dowódca dywizjonu rozkazem nr 24 powołał 24 baterię półstałą kal. 40 mm Bofors wz. 1938 w składzie 4 plutonów x 2 działa. W dniu 23 sierpnia 1939 roku w wyniku zarządzonej mobilizacji alarmowej w grupie zielonej w terminie 28 godzin w 2 morskim dywizjonie artylerii przeciwlotniczej zmobilizowano: 
- dowództwo dywizjonu,
- pluton łączności,
- pluton dozorowania,
- 3 baterie stałe x 2 armaty kal. 75 mm Schneider wz. 1922/24
- bateria półstała x 8 armat kal. 40 mm Bofors wz. 38 i 2 kal. 40 mm Bofors wz.36
- kompania km plot. 2 morskiego daplot.
- uzupełnienie jednostek mobilizowanych przez 2 morski daplot.[2]

## 2 morski daplot. w kampanii wrześniowej
W kampanii wrześniowej 1939 roku jednostka walczyła w obronie wybrzeża, realizując zadania czynnej obrony przeciwlotniczej wojsk Rejonu Umocnionego Hel. 1 września rano jako drugi na wybrzeżu ogień do 3 niemieckich wodnopłatowców He 60, które prowadziły rozpoznanie wód zatoki i portów otworzyły baterie dywizjonu. Ok. godz. 14 cele w Helu były atakowane przez 41 samolotów Ju 87 w osłonie 50 Bf 110 i Bf 109, głównie port rybacki i bateria artylerii nadbrzeżnej nr 31, samoloty były ostrzeliwane przez środki ogniowe dywizjonu. 2 września o godz. 17.03 samoloty Ju 87 zaatakowały na Półwyspie Helskim stanowiska baterii nr XXXI i port wojenny w wyniku prowadzenia ognia dywizjon zameldował trafienie trzech samolotów, z których jeden spadł do morza. W godzinach nocnych na Półwysep Helski nalotów nękających dokonały wodnosamoloty He 59 wykonując pojedynczo 27 nalotów. 3 września o godz. 6.30 wodnosamoloty He 59 ostrzelały zakotwiczone wzdłuż półwyspu wodnosamoloty morskiego dywizjonu lotniczego. O godz. 9.00 pierwszego nalotu na zacumowane okręty w pocie wojennym Hel dokonało 11 Ju 87 w osłonie 4 Bf 109, podczas nalotu trafienie bombą w rufę otrzymał ORP „Gryf”. O godz. 15.10 w rozpoczętym drugim nalocie, Ju 87 trafiły czterema bombami ORP „Wicher”, który zatonął, ORP „Gryf” otrzymał trafienie bombą w śródokręcie. O godz. 17.25 8 wodnosamolotów He 59 zaatakowało bombami ORP „Gryf”, trafiając go pięcioma bombami. W tym samym czasie 9 He 59 zaatakowało port rybacki uszkadzając kanonierkę ORP „Generał Haller”. W trakcie nalotów nkm baterii nr XXXI zgłosił zestrzelenie niemieckiego samolotu, natomiast jeden z plutonów 24 baterii półstałej zgłosił trafienie 3 samolotów, z tego 1 spadł do morza. Według niemieckich danych zestrzelono jeden Ju 87. W nocy 4/5 września na półwysep dokonywały naloty 4 wodnosamoloty He 59, które zrzucały bomby zapalające. Kolejne naloty nocne w nocy 5/6 września prowadzone były przez 8 wodnosamolotów He 59, o godz. 4.20 jeden z He 59 został zestrzelony i spadł do morza 200 m na południe od portu wojennego w Helu. 6 września baterie 75 mm ostrzeliwały samoloty rozpoznawcze nad Helem. O godz. 21 obsługi km zgłosiły zestrzelenie niemieckiego samolotu. 7 września jedno z dział 24 baterii (3 pluton) zostało uszkodzone, nocą 7/8 września w godz. 22.30 - 00.10, 6 wodnosamolotów He 59 przeprowadziło naloty na półwysep, bez efektów. 3 pluton 24 baterii przeniesiono na zapasowe stanowiska ogniowe, a na poprzednich ustawiono drewniane atrapy. 8 września w godz. 14.06 - 14.12, 21 bateria wraz z baterią przeciwdesantową nr 44 ostrzelała zespół niemiecki z 1. Flotylli Kutrów Trałowych, który wycofał się w dwóch grupach pod osłoną zasłony dymnej. 9 września o świcie pluton 24 baterii ostrzelał niemiecką jednostkę pływającą w pobliżu brzegu. Kompania km dywizjonu obsadziła pięcioma drużynami odcinek wybrzeża od portu rybackiego w Helu do Juraty, jedną drużyną wzmocniono 2 pluton 24 baterii. 11 września w rejonie Wielkiej Wsi obrona plot. uszkodziła niemiecki wodnosamolot He 114, który rozbił się podczas wodowania w Pucku. Tego dnia armaty dywizjonu ostrzeliwały niemieckie samoloty rozpoznawcze odpędzając je od półwyspu. 13 września jeden samolot niemiecki ostrzelał stanowisko 23 baterii. 14 września o godz. 7.29 8 Ju 87 wykonało nalot na port w Jastarni pomimo ostrzału przez cały dywizjon zatopieniu uległy minowce ORP „Czapla”, „Jaskółka”, okręt hydrograficzny ORP „Pomorzanin” holownik ORP „Lech” i motorówka M 9, uszkodzony został minowiec ORP „Rybitwa”. 15 września o godz. 15.30 23 bateria wraz z baterią nr 32 ostrzelały 10 salwami niemiecki zespół trałowców M 132, M 111, „Otto Braun” i „Pelikan”. Trałowiec M 132 odpowiedział ostrzałem w kierunku obu baterii 19 pociskami. 16 września atakom niemieckiego lotnictwa u nasady półwyspu przeciwdziałały plutony 24 baterii, jeden z plutonów został ostrzelany przez niemiecką artylerię w rejonie Chałup. 17 września zamontowano na stanowiskach nową 25 baterię stałą armat plot. kal. 75 mm Schneider wz. 1928 na podstawach morskich SMCA, w ilości trzech sztuk pozyskanych z minowców OORP "Czajka", „Rybitwa” i „Mewa” pod dowództwem ppor. J. Dreszera. Zdemontowano również wysokościomierz i dalmierz baterię umieszczono w pobliżu Jastarni. 18 września 21 bateria ostrzeliwała niemiecki samolot korygujący ostrzał pancernika „Schleswig-Holstein”. 19 września 21 bateria ostrzelała ponownie samolot koordynujący ostrzał z pancernika niemieckiego, w efekcie czego ostrzelał on teren 21 baterii. 20 września jeden z plutonów 24 baterii ostrzelał skutecznie, trafiając samolot niemiecki w pobliżu lądowej linii obrony półwyspu helskiego. Tego dnia uruchomiono i włączono do działań 25 baterię. Wkrótce został ostrzelany przez niemiecką artylerię polową z okolic Rzucewa, uszkodzono mu jedno działo. 21 września po godz. 14.00 pancerniki "Schleswig-Holstein" i „Schlesien” ostrzeliwały półwysep helski. Wyjątkowo silny ogień przeciwlotniczy dywizjonu utrzymywał samoloty korygujące ogień od brzegów półwyspu na odległość 10 - 11 000 m. W godz. 10.00 - 11.20  23 września oba niemieckie pancerniki kontynuowały ostrzał półwyspu, samolot korygujący He 60, sześciokrotnie został ostrzelany przez baterie kal. 75 mm. 24 września w godz. 10.39 - 10. 53 zespół trałowy z 5. Flotylli Obrony Portów w osłonie torpedowca T 196 został ostrzelany przez baterie artylerii nr 32 (XXXII) i nr 33 (XXXIII) oraz 22 baterię dywizjonu, ponadto samolot korygujący ostrzał został ostrzelany przez baterię nr 22. Pancernik "Schlesien" oddał kilka salw na stanowiska 22 baterii. 25 września samolot obserwacyjny podczas ostrzeliwania półwyspu helskiego przez oba pancerniki został ostrzelany przez baterie dywizjonu. O godz. 14.45 11 Ju 87 atakowało infrastrukturę na półwyspie w okolicach Kuźnic, samoloty w okolicach Jastarni zostały ostrzelane przez 13,2 mm nkm i ckm. 26 września jeden z plutonów 24 baterii uszkodził jeden z niemieckich samolotów. 27 września po godz. 12.26 w trakcie pojedynku z niemieckimi pancernikami, baterii nr XXXI pancernik "Schlesien" ostrzelał teren baterii 22, która nie prowadziła ognia. Natomiast baterie 21 i 23 ostrzeliwały samolot obserwacyjny i korygujący ostrzał obu pancerników. 28 września pluton Boforsów z 24 baterii w rejonie Chałup zestrzelił jeden samolot niemiecki, a drugi uszkodził. 29 września ten sam pluton zestrzelił kolejny samolot wroga. 2 października dywizjon skapitulował wraz z całą załogą Helu.

## Organizacja wojenna i obsada personalna dywizjonu we wrześniu 1939
- dowódca dywizjonu - kpt. mar. Marian Bolesław Wojcieszek
- dowódca 21 baterii stałej – kpt. art. Ignacy Dziubiński
- dowódca 22 baterii stałej – por. art. Wiktor Janowski
- dowódca 23 baterii stałej – por. mar. Eugeniusz Gąsiorowski
- dowódca 24 baterii półstałej – por. mar. Wacław Zbigniew Krzywiec
- dowódca kompanii przeciwlotniczy ciężkich karabinów maszynowych – kpt. Stanisław Kieszniewski
- dowódca plutonu przeciwlotniczych najcięższych karabinów maszynowych – st. bosm. Ludwik Wilczyński
- dowódca plutonu łączności - ppor. łącz. rez. inż. Eugeniusz Maciejewski[9]
- dowódca 25 baterii stałej (improwizowanej od 17 IX 1939) - ppor. art. Jerzy Dreszer

Każda z trzech baterii stałych uzbrojona była w dwie 75 mm armaty przeciwlotnicze wz. 1922/1924, a bateria półstała w osiem 40 mm armat przeciwlotniczych wz. 1938 (podczas mobilizacji liczba armat zwiększona została do 10, poprzez dołączenie 2 szt. wz. 1936 z przygotowanych do wysyłki armat, dla budowanych w Wielkiej Brytanii ścigaczy, dla PMW ). Kompania przeciwlotniczych karabinów maszynowych posiadała karabiny maszynowe wz. 1908, a pluton przeciwlotniczych karabinów maszynowych wyposażony był nieliczne 13,2 mm najcięższe karabiny maszynowe wz. 1930 i głównie starszej wersji wz.1926. W 25 baterii stałej były na wyposażeniu 3 armaty uniwersalne morskie kal. 75 mm Schneider wz. 1928 na podstawie morskiej SMCA.